# Tirreno-Adriático 1986
La XXI edición del Tirreno-Adriático se disputó entre el 6 y el 13 de marzo de 1986 con un recorrido de 980 kilómetros con salida en Ladispoli y llegada a San Benedetto del Tronto. El ganador de la carrera fue el italiano Luciano Rabottini del Vini Ricordi.

## Etapas
| Etapa   | Fecha       | Recorrido                             | km    | Ganador              | Líder             |
| ------- | ----------- | ------------------------------------- | ----- | -------------------- | ----------------- |
| Prólogo | 6 de marzo  | Ladispoli - Ladispoli (CRI)           | 5,9   | Francesco Moser      | Francesco Moser   |
| 1a      | 7 de marzo  | Ladispoli - Cortona                   | 213,0 | Luciano Rabottini    | Luciano Rabottini |
| 2a      | 8 de marzo  | Cortona - Gubbio                      | 174,0 | Daniele Caroli       | Luciano Rabottini |
| 3a      | 9 de marzo  | Gubbio - Porto Recanati               | 198,0 | Gottfried Schmutz    | Luciano Rabottini |
| 4a      | 10 de marzo | Civitanova Marche - Ascoli Piceno     | 187,0 | Jean Paul van Poppel | Luciano Rabottini |
| 5a      | 11 de marzo | Grottammare - Montegiorgio            | 184,6 | Roberto Pagnin       | Luciano Rabottini |
| 6a      | 12 de marzo | S.B del Tronto - S.B del Tronto (CRI) | 18,3  | Francesco Moser      | Luciano Rabottini |

## Clasificaciones finales

### General
| Posición | Ciclista             | Equipo                 | Tiempo       |
| -------- | -------------------- | ---------------------- | ------------ |
| 1        | Luciano Rabottini    | Vini Ricordi           | 26h 52' 22"" |
| 2        | Francesco Moser      | Supermercati Brianzoli | + 1' 34"     |
| 3        | Giuseppe Petito      | Gis Gelati             | + 2' 21"     |
| 4        | Christophe Lavainne  | Système U              | + 2' 21"     |
| 5        | Steven Rooks         | PDM                    | + 2' 24"     |
| 6        | Acacio da Silva Mora | Malvor-Bottecchia      | + 2' 30"     |
| 7        | Roberto Visentini    | Carrera                | + 2' 32"     |
| 8        | Harald Maier         | Supermercati Brianzoli | + 2' 36"     |
| 9        | Heinz Imboden        | Cilo-Aufina            | + 2' 50"     |
| 10       | Teun van Vliet       | Panasonic              | + 2' 51"     |